# Сигалов, Ибрагим Матвеевич
Ибрагим Матвеевич Сигалов (19 мая 1924, Медвин, Киевская губерния — 4 ноября 1974, Киев) — советский архитектор, член КПСС с 1945 года, член Союза архитекторов CCCP.

## Биография
До начала Великой Отечественной войны проживал в Киеве.
С августа 1941 по август 1942 года обучался в Харьковском авиационном институте.
С августа 1942 по январь 1943 года проходил подготовку в 1-й полковой школе Учебной миномётной бригады (Горьковская область). С января 1943 по октябрь 1945 года служил в составе 6-го гвардейского миномётного полка в звании сержанта, участвовал в боевых действиях на I, II и III Белорусских фронтах. Демобилизован в октябре 1945 года.
В 1950–1951 годах обучался в Киевском инженерно-строительном институте, который окончил в 1951 году. В том же году работал начальником участка строительства городской электростанции в городе Станислав. В 1952 году занимал должность старшего инженера производственного отдела в/ч 77999 при Киевском военном округе. В 1953 году служил старшим инженером — офицером технического отдела Управления инженерных работ ГУСС (Баку).
С сентября 1953 по 1956 год работал старшим инженером конструкторского отдела Украинского филиала Центральной проектной конторы МВД СССР (Киев).
С октября 1956 по 1959 год — начальник строительного участка СУ-5 треста «Укрпромстрой» КиевЗНИИЭП (Киев). В 1959–1962 годах — старший архитектор и руководитель группы КиевЗНИИЭП (Киев).
В 1973 — ноябре 1974 года — руководитель сектора архитектуры института Киевпроект.

## Основные работы
- В 1964—1966 г. впервые на Украине построен экспериментальный детский сад-ясли на 185 мест из крупнопанельных конструкций (архитекторы Сигалов И. М., В. И. Ежов, И. Г. Король, инженеры Я. В. Авиновицкий, О. А. Згурский, Я. Д. Пекер, Э. Я. Эстрин)[2]. Сооружение детских учреждений № 444, 409, 505 в Киеве способствовало внедрению крупнопанельных конструкций в массовое строительство по всей стране.[3].
- Впервые на Украине были внедрены важные новшества: крыша ванного типа, солнцезащитные устройства, перегородки и окна из прозрачного стеклопрофилита, лестницы на одном косоуре, подоконные ленточные столы-стеллажи для детских комнат и т. п. Конструкция здания в виде трех блоков, связанных между собой лестницами-переходами, дала возможность достигнуть четкой функциональной схемы и сосредоточить обслуживающие помещения в одном блоке. Второй сад-ясли № 505 на 140 мест (архитекторы И. М. Сигалов, инженеры Я. В. Авиновицкий, А. В. Шкрабов, Э. Я. Эстрин, И. Н. Терпиловский) построен в виде прямоугольного в плане 2-этажного здания с примыкающими к нему 1-этажными помещениями спален-веранд и приемных ясельных групп. Рассчитан па 6 групп с дневным пребыванием детей.
- В 1970 году в Киеве по проекту И. М. Сигалова было построено здание прокуратуры.
- В 1968—1972 гг. на ул. Города Киото, 19 (Днепровский район) архитектором Сигаловым И. М. создан комплекс Торгово-экономического института[4]; . Комплекс состоит из трех отдельных блоков: центрального 5-этажного учебно-лабораторного корпуса на 2500 студентов стационарного обучения с учебными лабораториями и блоков спортивного и актового залов. В учебно-лабораторном корпусе восемь аудиторий на 150—200 мест, библиотека на 300 тыс. томов с отдельными читальными залами для студентов, аспирантов и профессорско-преподавательского состава. В спортивно-актовом корпусе имеется большой спортивный зал. В кинолекционном актовом зале на 700 мест есть большие вспомогательные помещения для актёров, для работы кружков и т. д.
- архитектор Сигалов И. М. создал проект реконструкции Косого капонира Косой капонир — части Киевской крепости, который в XIX и начале XX века использовался в качестве тюрьмы для политических заключенных.

## Выставки
- Персональные выставки творческих работ прошли в Доме архитекторов г. Киев (1968; 1970). Работы хранятся в частных коллекциях.

## Награды
- Медали «За отвагу», «За взятие Кенигсберга», «За победу над Германией», «XX лет Победы в Великой Отечественной войне», «В ознаменование 30-й годовщины советской армии и флота», «50 лет вооруженных сил СССР», нагрудный знак «Гвардия». Член Союза архитекторов СССР.